# Жёлтый земляной муравей
Жёлтый земляно́й мураве́й, или жёлтый садо́вый мураве́й (лат. Lasius flavus) — вид муравьёв рода Lasius. Является одним из самых распространённых видов муравьёв Центральной Европы.

## Распространение
Встречается в Европе, Азии и Северной Африке.
В Северной Америке проживает схожий родственный вид — Lasius brevicornis, который ранее считался его синонимом.

## Описание
Муравьи ярко-жёлтого или светло-коричневого цвета (самки и самцы темнее, коричневые). Рабочие имеют длину около 2,2—4,8 мм, самцы — 3,5—5,0 мм, а матки — 7,2—9,5 мм.

## Биология

### Жизненный цикл
Жёлтый земляной муравей ведёт подземный образ жизни, строя гнёзда на открытых лугах. Гнёзда зачастую находятся в густой траве или под камнями. Муравьи питаются мелкими членистоногими, а также падью подземных тлей, которых они разводят в своих гнёздах на корнях растений. Зимой, некоторые из этих тлей могут быть съедены. Из-за подобного образа жизни, рабочие муравьи редко выходят за пределы гнезда, в связи с чем у них отсутствует пигментация. Данный вид не проявляет особой агрессии и зачастую при угрозе попросту баррикадирует своё гнездо.
Брачный лёт происходит в июле и августе. Колонии зачастую основываются несколькими самками (плеометроз). Позже, когда в колонии появляются первые рабочие, самки вступают в драку между собой в результате чего остаётся одна королева (моногиния).
Жёлтый земляной муравей является хозяином для социальных паразитов Lasius carniolicus и Lasius orientalis.

### Смешанные семьи
В 2017 году муравьи Lasius flavus и Formica lemani были обнаружены в плезиобиотической ассоциации в пустоши в западной Норвегии. Колонии были обнаружены в гнездовых камерах, расположенных под камнями, в них присутствовали как личинки, так и куколки обоих видов.
Это первый подтвержденный случай плезиобионтных взаимоотношений F. lemani с другим видом муравьев, что является дополнительным доказательством для более ранних утверждения мирмекологов (1979) о том, что повадки F. lemani сходны с Formica fusca — наиболее часто регистрируемым плезиобионтом в Палеарктике. Рабочие Formica lemani и Lasius flavus заметно различаются по размеру и поведению в поисках пищи. В то время как F. lemani — активный хищник, разводящий тлей, нектароядный и живущий открыто вид, L. flavus в основном подземный и питается более мелкими членистоногими и падью корневых тлей. Таким образом, ресурсы, используемые каждым видом, практически не перекрываются, что позволяет сосуществовать без конкуренции. Это следует общей схеме, изложенной для плезиобиотических отношений. Размеры колоний этих двух видов указаны в литературе от нескольких сотен до нескольких тысяч для F. lemani и до 100 000 рабочих для L. flavus.

### Паразиты
На муравьях паразитируют нематоды Oscheius dolichurus и Pheromermis villosa, а также гриб Aegeritella tuberculata.

### Мирмекофилы
В гнёздах жёлтого земляного муравья было найдено 24 вида мирмекофильных акариформных клещей из надсемейства Pygmephoroidea (Neopygmephoridae, Scutacaridae и Microdispidae).

## Систематика
Вид был впервые описан в 1782 году датским энтомологом  Иоганном Фабрицием под названием Formica flava Fabricius, 1782. В 1861 году он был впервые включён в состав рода Lasius. В 1955 году североамериканские близкие формы (Lasius flavus claripennis, Lasius brevicornis, Lasius brevicornis microps, Lasius helvus) были с ним синонимизированы американским мирмекологом Эдвардом Уилсоном (Wilson 1955). Однако, в 2018 году с помощью молекулярно-генетических методов исследования было доказано, что в Северной Америке настоящего европейского Lasius flavus нет, но там есть отдельный от него сходный вид Lasius brevicornis.

## Галерея

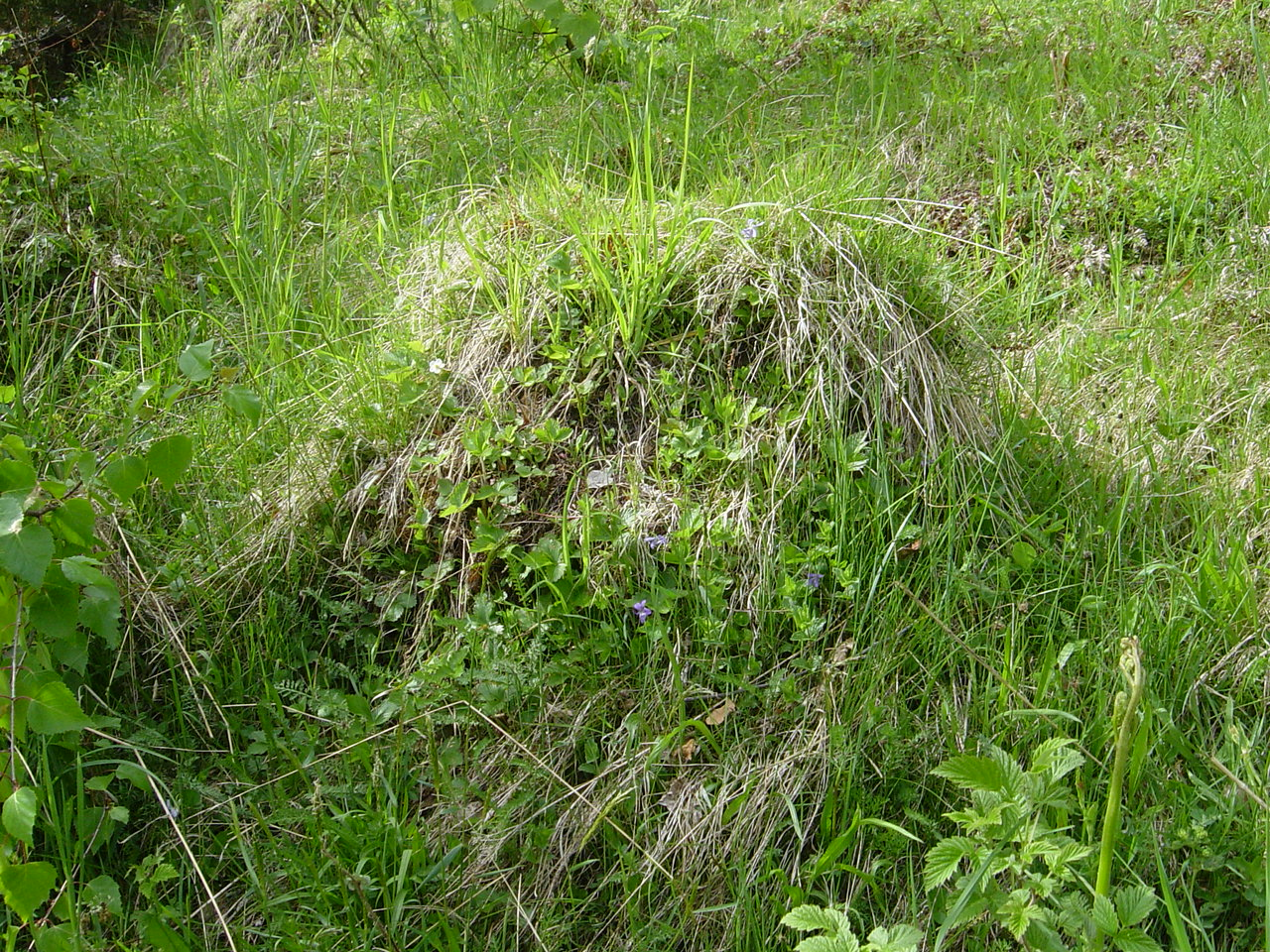
Муравейник
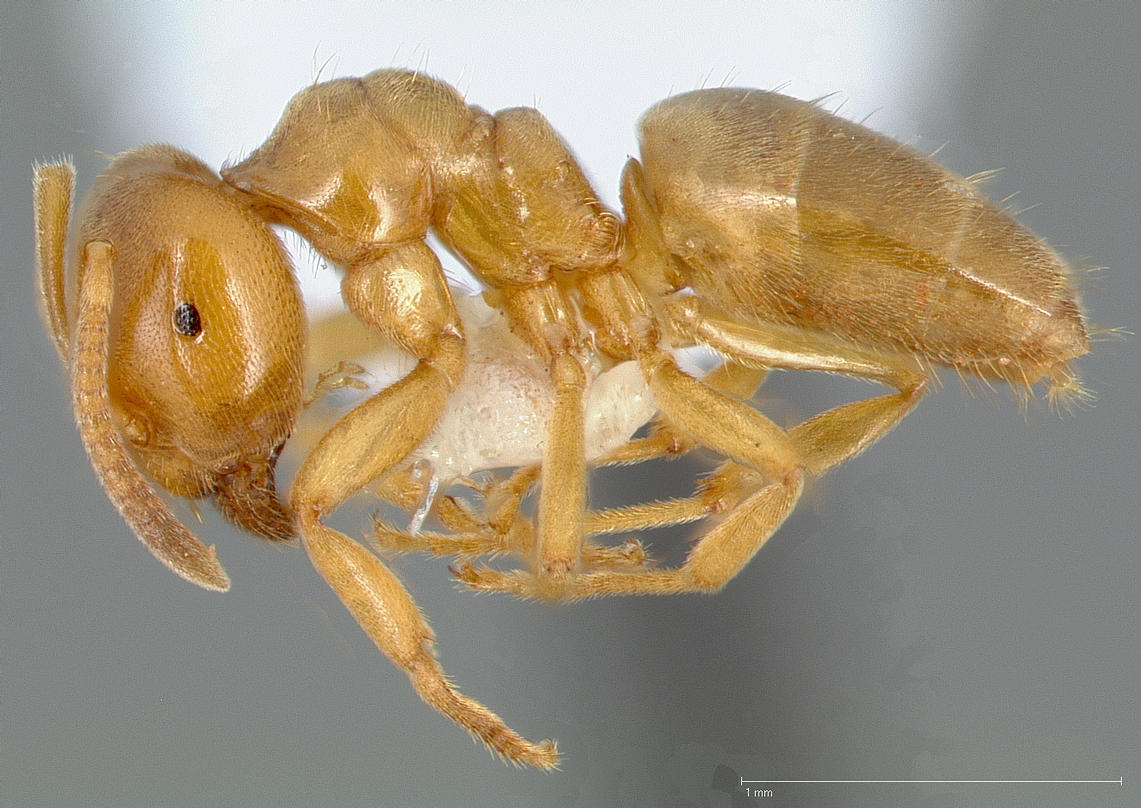
Вид сбоку
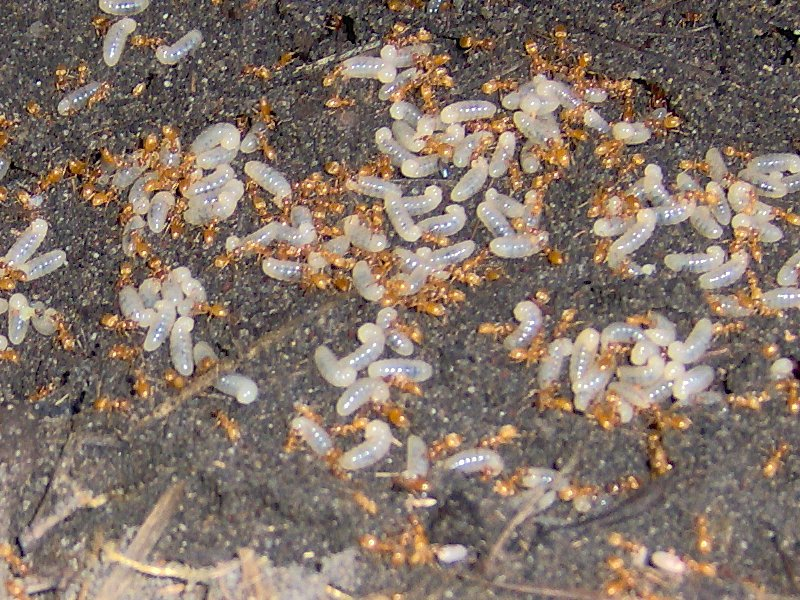
Личинки